# Greci, Kampanien
Greci är en ort och kommun i provinsen Avellino i regionen Kampanien i Italien. Kommunen hade 659 invånare (2017).